# Роберт Річардс
Роберт Річардс (англ. Robert Richards; 20 лютого 1926, Шампейн, Іллінойс — 26 лютого 2023) — американський легкоатлет, що спеціалізується на стрибках з жердиною, дворазовий олімпійський чемпіон (1952 та 1956 роки), бронзовий призер Олімпійських ігор (1948 рік).

## Кар'єра
| Рік             | Змагання         | Місто                   | Місце           | Примітки        |                 |
| Представник США | Представник США  | Представник США         | Представник США | Представник США | Представник США |
| --------------- | ---------------- | ----------------------- | --------------- | --------------- | --------------- |
| 1948            | Олімпійські ігри | Лондон, Велика Британія | 3               | 4.20 м          |                 |
| 1952            | Олімпійські ігри | Гельсінкі, Фінляндія    | 1               | 4.55 м          |                 |
| 1956            | Олімпійські ігри | Мельбурн, Австралія     | 1               | 4.56 м          |                 |